# Gele kattenstaartaardvlo
De gele kattenstaartaardvlo (Lythraria salicariae) is een keversoort uit de familie bladkevers (Chrysomelidae), die tot de tribus Alticini behoort. De wetenschappelijke naam van de soort werd in 1800 gepubliceerd door Gustaf von Paykull. De soort komt voor in het Palearctisch gebied en in Noord-Amerika.

## Beschrijving
De ovale tot eivormige kever is 1,8-2,3 mm lang en heeft een glanzend geelbruine of rood geelbruine kleur. De kop en het halsschild zijn bruin tot donkerbruin. De penis is 1,8-2,3 mm lang. De dekschilden zijn in rijen gepunkteerd. Dankzij een veermechanisme (de "metafemorale veer") in de sterk ontwikkelde dij van de achterste poten kunnen de kevers, typisch voor de meeste aardvlooien wegspringen bij gevaar.

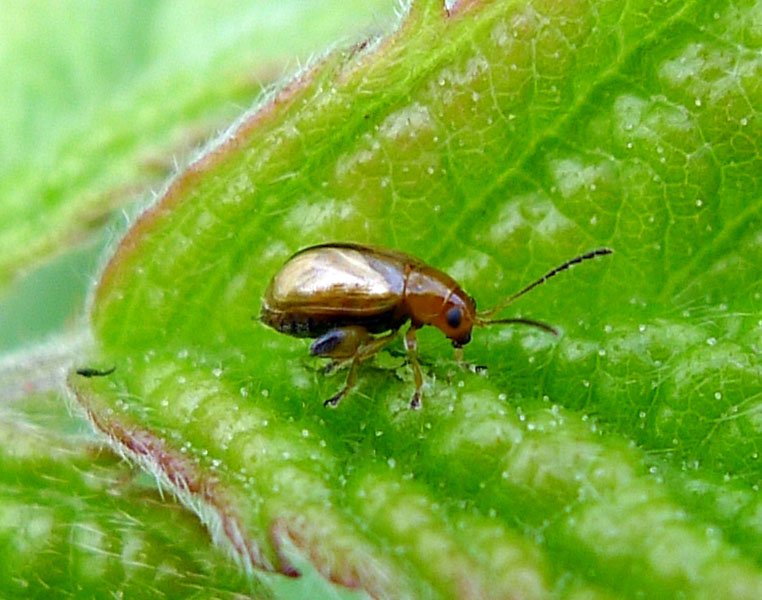

## Levenswijze
Er is één generatie per jaar. De kevers overwinteren onder mos en afgevallen bladeren. De kevers komen in april uit de winterrust. De nieuwe generatie verschijnt in augustus-september. De kevers eten van de bladeren en de larven van de wortels van de waardplant.

## Waardplanten
De waardplanten zijn de grote kattenstaart, puntwederik, moeraswederik, grote wederik en zevenster.